# Aires Garrido
Aires Guedes Coutinho Garrido, mais conhecido apenas como Aires Garrido (Quinta da Bouça, Penela, 31 de Agosto de 1805 - Lisboa, 23 de Novembro de 1874), fidalgo cavaleiro da Casa Real, foi um político e advogado português.

## Biografia
Segundo o Abade de Baçal na sua obra Os Notáveis, Aires Guedes Coutinho Garrido nasceu na Quinta da Bouça, no concelho de Penela, em 31 de Agosto de 1805, filho de José Guedes Coutinho Garrido e Tomásia Adelaide da Fonseca Cabral. Frequentou a Universidade de Coimbra, onde se doutorou em direito.
Exerceu como Governador Civil do Distrito de Aveiro, tendo sido passado para o Distrito de Bragança por um decreto de 26 de Setembro de 1865, tomando posse a 28 do seguinte. Por decreto de 8 de Maio de 1866 foi novamente transferido, desta vez para Faro, substituindo Luís Teixeira de Sampaio, que foi ocupar o seu lugar em Bragança. Também exerceu como Governador Civil nos distritos da Guarda, Portalegre, Castelo Branco e Beja. Em 1861, tentou estabelecer o Asilo Distrital da Infância Desvalida no Palácio dos Cavaleiros, em Castelo Branco, obra que no entanto só foi feita em 1865 pelo governador civil Guilhermino de Barros. Durante o seu mandato no Algarve, ficou conhecido devido ao seu relatório de 1867, e que constitui um valioso testemunho sobre as grandes deficiências a nível social, económico e administrativo da região naquela época.
Alves Garrido foi o último administrador nos morgados de Boiça, cargo onde sucedeu ao seu pai, e de Miranda do Corvo. Exerceu igualmente como capitão-mor de Penela.
Faleceu na cidade de Lisboa, em 23 de Novembro de 1874.